# Serie A 2004-2005 (rugby a 15)
La serie A 2004-05 fu il 71º campionato di seconda divisione di rugby a 15 in Italia.
Si tenne dal 26 settembre 2004 al 29 maggio 2005 tra 24 squadre divise in due gironi paritetici da 12 squadre ciascuno, le prime due classificate di ciascuno dei quali si contesero la promozione nel Super 10.
Rispetto alla composizione originaria vi fu la variazione del Bassa Bresciana, promosso dalla serie B, che cedette il proprio titolo sportivo al Brescia.
I due gironi furono dominati da Veneziamestre e Piacenza che inflissero alle loro immediate inseguitrici distacchi dell'ordine tra i dieci e i venti punti; la squadra emiliana, tuttavia, in semifinale soccombette alla seconda classificata alle spalle del Veneziamestre, la romana Capitolina, che vinse il doppio confronto con un complessivo +12; più facile ancora per i veneti, che sconfissero un'altra emiliana, il Colorno, con uno scarto complessivo di 57 punti nella doppia gara.
La finale fu disputata allo stadio Beltrametti di Piacenza e si risolse in un monologo della squadra veneziana, che si impose per 44-8 (5 mete a una) sulla Capitolina, guadagnando la promozione nel successivo Super 10.
A retrocedere in serie B furono Colleferro, Mirano, Fiamme Oro e, dopo spareggio perso contro la Lazio&Primavera per il penultimo posto nel girone 1, il San Donà.

## Squadre partecipanti

### Girone A
| Club            | Sponsor | Città             | Impianto interno   |
| --------------- | ------- | ----------------- | ------------------ |
| Bologna         |         | Bologna           | Stadio Arcoveggio  |
| Brescia         |         | Brescia           | Stadio Invernici   |
| Capitolina      |         | Roma              | Campo dell'Unione  |
| Colleferro      |         | Colleferro        | Stadio Natali      |
| Lazio&Primavera |         | Roma              | C.S. Giulio Onesti |
| Modena          |         | Modena            | Stadio Collegarola |
| Partenope       |         | Napoli            | Stadio Collana     |
| Rugby Roma      |         | Roma              | Stadio Tre Fontane |
| San Donà        |         | San Donà di Piave | Stadio Torresan    |
| San Marco       |         | Mogliano Veneto   | Stadio Quaggia     |
| Segni           |         | Segni             |                    |
| Veneziamestre   |         | Favaro Veneto     | Stadio comunale    |

### Girone B
| Club            | Sponsor | Città                  | Impianto interno           |
| --------------- | ------- | ---------------------- | -------------------------- |
| Amatori Alghero |         | Alghero                | Stadio Maria Pia           |
| Benevento       |         | Benevento              | Stadio Pacevecchia         |
| Colorno         |         | Colorno                | Stadio Maini               |
| CUS Firenze     |         | Firenze                | Impianto sportivo Padovani |
| Fiamme Oro      |         | Roma                   | C.S. P.S. Ponte Galeria    |
| I Cavalieri     |         | Prato                  | Stadio Chersoni            |
| Lyons           |         | Piacenza               | Stadio Beltrametti         |
| Mirano          |         | Mirano                 | Stadio di rugby            |
| Piacenza        |         | Piacenza               | Stadio Beltrametti         |
| Pro Recco       |         | Recco                  | Stadio Androne             |
| Sannio          |         | San Giorgio del Sannio |                            |
| Udine           |         | Udine                  | Stadio Gerli               |

## Formula
Nella stagione regolare le 24 squadre furono ripartite su due gironi all'italiana da 12 squadre ciascuno, in ognuno dei quali esse si incontrarono con gare di andata e ritorno.
Al termine della prima fase, le vincitrici dei due gironi s'incontrarono in partita di andata e ritorno per determinare la squadra promossa in Super 10 per la stagione successiva.
Le ultime due classificate di ciascuno dei due gironi retrocedettero in serie B.

## Stagione regolare

### Girone A
| 26-9-2004  | 1ª/12ª giornata             | 19-12-2004 |
| ---------- | --------------------------- | ---------- |
| 22-59      | Colleferro - Rugby Roma     | 12-38      |
| 19-19      | Partenope - San Marco       | 0-57       |
| 52-21      | Bologna - Brescia           | 17-37      |
| 36-22      | San Donà - Lazio&Primavera  | 24-20      |
| 43-20      | Veneziamestre - Modena      | 33-13      |
| 57-7       | Capitolina - Segni          | 32-7       |
|            |                             |            |
| 17-10-2004 | 4ª/15ª giornata             | 23-1-2005  |
| 48-6       | Brescia - Colleferro        | 61-0       |
| 19-25      | Modena - San Donà           | 32-16      |
| 12-18      | Rugby Roma - Veneziamestre  | 7-32       |
| 59-0       | San Marco - Lazio&Primavera | 34-25      |
| 20-20      | Segni - Partenope           | 0-17       |
| 73-7       | Capitolina - Bologna        | 0-6        |
|            |                             |            |
| 7-11-2004  | 7ª/18ª giornata             | 3-4-2005   |
| 13-28      | Lazio&Primavera - Segni     | 39-24      |
| 7-55       | Colleferro - Capitolina     | 3-68       |
| 11-10      | Partenope - Bologna         | 24-34      |
| 20-25      | Brescia - Rugby Roma        | 7-56       |
| 5-97       | San Donà - Veneziamestre    | 3-54       |
| 32-15      | San Marco - Modena          | 31-32      |
|            |                             |            |
| 5-12-2004  | 10ª/21ª giornata            | 24-4-2004  |
| 34-0       | Partenope - Colleferro      | 15-12      |
| 29-15      | Bologna - Lazio&Primavera   | 27-42      |
| 16-29      | San Donà - Rugby Roma       | 26-45      |
| 15-8       | Segni - Modena              | 10-36      |
| 13-3       | Veneziamestre - San Marco   | 50-18      |
| 46-14      | Capitolina - Brescia        | 39-23      |

| 3-10-2004  | 2ª/13ª giornata              | 9-1-2005  |
| ---------- | ---------------------------- | --------- |
| 40-13      | Lazio&Primavera - Colleferro | 30-13     |
| 50-10      | Brescia - Partenope          | 20-21     |
| 37-13      | Modena - Bologna             | 22-13     |
| 21-34      | Rugby Roma - Capitolina      | 19-12     |
| 58-0       | San Marco - San Donà         | 30-9      |
| 14-36      | Segni - Veneziamestre        | 7-50      |
|            |                              |           |
| 24-10-2004 | 5ª/16ª giornata              | 20-2-2005 |
| 18-23      | San Donà - Segni             | 7-12      |
| 12-19      | Colleferro - Modena          | 17-34     |
| 24-35      | Lazio&Primavera - Brescia    | 15-26     |
| 3-17       | Partenope - Capitolina       | 0-78      |
| 15-38      | Bologna - Veneziamestre      | 0-61      |
| 22-20      | San Marco - Rugby Roma       | 11-21     |
|            |                              |           |
| 21-11-2004 | 8ª/19ª giornata              | 10-4-2005 |
| 19-37      | Segni - San Marco            | 0-45      |
| 32-12      | Bologna - San Donà           | 18-17     |
| 25-26      | Modena - Brescia             | 23-23     |
| 63-8       | Rugby Roma - Partenope       | 43-13     |
| 97-0       | Veneziamestre - Colleferro   | 48-0      |
| 50-12      | Capitolina - Lazio&Primavera | 29-14     |
|            |                              |           |
| 12-12-2005 | 11ª/22ª giornata             | 8-5-2005  |
| 10-26      | Colleferro - San Donà        | 12-88     |
| 26-30      | Lazio&Primavera - Partenope  | 29-24     |
| 16-39      | Brescia - Veneziamestre      | 35-40     |
| 10-29      | Modena - Capitolina          | 12-33     |
| 67-10      | Rugby Roma - Segni           | 46-14     |
| 38-29      | San Marco - Bologna          | 61-17     |

| 10-10-2004 | 3ª/14ª giornata                 | 16-1-2005 |
| ---------- | ------------------------------- | --------- |
| 10-38      | Colleferro - San Marco          | 19-84     |
| 15-23      | Lazio&Primavera - Rugby Roma    | 7-37      |
| 7-16       | Partenope - Modena              | 26-34     |
| 27-32      | Bologna - Segni                 | 9-22      |
| 5-30       | San Donà - Brescia              | 22-42     |
| 21-20      | Veneziamestre - Capitolina      | 12-21     |
|            |                                 |           |
| 31-10-2004 | 6ª/17ª giornata                 | 6-3-2005  |
| 21-12      | Segni - Colleferro              | 13-0      |
| 14-27      | Brescia - San Marco             | 23-36     |
| 35-22      | Modena - Lazio&Primavera        | 28-14     |
| 33-9       | Rugby Roma - Bologna            | 23-3      |
| 62-0       | Veneziamestre - Partenope       | 29-5      |
| 74-0       | Capitolina - San Donà           | 18-11     |
|            |                                 |           |
| 28-11-2004 | 9ª/20ª giornata                 | 17-4-2005 |
| 14-32      | Colleferro - Bologna            | 12-29     |
| 14-73      | Lazio&Primavera - Veneziamestre | 10-76     |
| 6-25       | Modena - Rugby Roma             | 3-31      |
| 29-35      | San Donà - Partenope            | 23-29     |
| 21-19      | San Marco - Capitolina          | 9-36      |
| 23-5       | Brescia - Segni                 | 22-18     |

### Spareggio per il 10º posto
| Arbitro: | Vancini (Milano) |

|                                |      |                              |
| E. Leonardi 50’                | mt   | 40’ Bressan                  |
| Caranci 50’                    | tr   |                              |
| Caranci 5’, 15’, 30’, 37’, 78’ | c.p. | 7’, 32’, 60’, 67’, 75’ Cibin |

#### Classifica
|  |     | Squadra         | G  | V  | N | P  | PF   | PS  | P±   | B  | Pt  |
|  | --- | --------------- | -- | -- | - | -- | ---- | --- | ---- | -- | --- |
|  | 1.  | Veneziamestre   | 22 | 21 | 0 | 1  | 1022 | 238 | 784  | 18 | 102 |
|  | 2.  | Capitolina      | 22 | 19 | 0 | 3  | 873  | 245 | 628  | 18 | 94  |
|  | 3.  | Rugby Roma      | 22 | 18 | 0 | 4  | 743  | 320 | 423  | 15 | 87  |
|  | 4.  | San Marco       | 22 | 16 | 1 | 5  | 770  | 390 | 380  | 15 | 81  |
|  | 5.  | Modena          | 22 | 11 | 1 | 10 | 479  | 496 | −17  | 12 | 58  |
|  | 6.  | Brescia         | 22 | 11 | 1 | 10 | 616  | 551 | 65   | 10 | 56  |
|  | 7.  | Partenope       | 22 | 8  | 2 | 12 | 351  | 671 | −320 | 7  | 43  |
|  | 8.  | Bologna         | 22 | 7  | 0 | 15 | 434  | 678 | −244 | 10 | 38  |
|  | 9.  | Segni           | 22 | 8  | 1 | 13 | 321  | 621 | −300 | 3  | 37  |
|  | 10. | Lazio&Primavera | 22 | 5  | 0 | 17 | 448  | 753 | −305 | 9  | 29  |
|  | 11. | San Donà        | 22 | 5  | 0 | 17 | 418  | 741 | −323 | 9  | 29  |
|  | 12. | Colleferro      | 22 | 0  | 0 | 22 | 206  | 977 | −771 | 2  | 2   |

### Girone B
| 26-9-2004  | 1ª/12ª giornata           | 19-12-2004 |
| ---------- | ------------------------- | ---------- |
| 25-8       | Am. Alghero - Mirano      | 17-31      |
| 27-10      | I Cavalieri - Benevento   | 17-19      |
| 19-32      | Fiamme Oro - Lyons        | 7-18       |
| 50-0       | Piacenza - CUS Firenze    | 41-10      |
| 42-6       | Pro Recco - Udine         | 17-16      |
| 27-26      | Sannio - Colorno          | 7-70       |
|            |                           |            |
| 17-10-2004 | 4ª/15ª giornata           | 23-1-2005  |
| 58-32      | CUS Firenze - Sannio      | 24-33      |
| 11-33      | Fiamme Oro - I Cavalieri  | 6-93       |
| 12-18      | Lyons - Colorno           | 15-46      |
| 17-15      | Benevento - Am. Alghero   | 16-37      |
| 30-43      | Mirano - Pro Recco        | 3-32       |
| 3-39       | Udine - Piacenza          | 3-56       |
|            |                           |            |
| 7-11-2004  | 7ª/18ª giornata           | 3-4-2005   |
| 34-23      | CUS Firenze - Benevento   | 8-18       |
| 67-0       | Piacenza - Am. Alghero    | 15-19      |
| 27-13      | Pro Recco - Lyons         | 20-22      |
| 47-26      | Colorno - Fiamme Oro      | 44-29      |
| 30-17      | Udine - Mirano            | 32-10      |
| 20-17      | Sannio - I Cavalieri      | 12-87      |
|            |                           |            |
| 5-12-2004  | 10ª/21ª giornata          | 24-4-2004  |
| 11-19      | Am. Alghero - CUS Firenze | 19-26      |
| 17-3       | I Cavalieri - Udine       | 35-20      |
| 10-16      | Fiamme Oro - Mirano       | 9-49       |
| 87-7       | Piacenza - Sannio         | 34-24      |
| 20-21      | Pro Recco - Colorno       | 5-34       |
| 33-13      | Benevento - Lyons         | 44-24      |

| 3-10-2004  | 2ª/13ª giornata           | 9-1-2005  |
| ---------- | ------------------------- | --------- |
| 16-33      | CUS Firenze - Pro Recco   | 8-39      |
| 60-10      | Lyons - Sannio            | 27-46     |
| 49-10      | Benevento - Fiamme Oro    | 19-18     |
| 20-27      | Colorno - Piacenza        | 12-18     |
| 17-38      | Mirano - I Cavalieri      | 10-15     |
| 10-16      | Udine - Am. Alghero       | 6-12      |
|            |                           |           |
| 24-10-2004 | 5ª/16ª giornata           | 20-2-2005 |
| 29-24      | Am. Alghero - Lyons       | 22-16     |
| 21-22      | CUS Firenze - Udine       | 13-26     |
| 71-7       | Piacenza - Fiamme Oro     | 96-10     |
| 9-14       | Pro Recco - I Cavalieri   | 14-12     |
| 44-16      | Colorno - Mirano          | 34-21     |
| 19-32      | Sannio - Benevento        | 3-34      |
|            |                           |           |
| 21-11-2004 | 8ª/19ª giornata           | 10-4-2005 |
| 28-16      | Am. Alghero - Pro Recco   | 17-15     |
| 25-51      | I Cavalieri - Piacenza    | 14-24     |
| 22-24      | Fiamme Oro - Sannio       | 19-47     |
| 31-31      | Lyons - Udine             | 22-23     |
| 18-18      | Benevento - Colorno       | 16-18     |
| 14-21      | Mirano - CUS Firenze      | 16-22     |
|            |                           |           |
| 12-12-2005 | 11ª/22ª giornata          | 8-5-2005  |
| 27-8       | CUS Firenze - I Cavalieri | 16-11     |
| 3-35       | Lyons - Piacenza          | 10-55     |
| 34-24      | Colorno - Am. Alghero     | 23-33     |
| 29-28      | Mirano - Benevento        | 27-54     |
| 26-3       | Udine - Fiamme Oro        | 57-23     |
| 13-35      | Sannio - Pro Recco        | 14-63     |

| 10-10-2004 | 3ª/14ª giornata           | 16-1-2005 |
| ---------- | ------------------------- | --------- |
| 31-20      | Am. Alghero - Fiamme Oro  | 62-19     |
| 30-12      | I Cavalieri - Lyons       | 30-18     |
| 99-0       | Piacenza - Mirano         | 46-0      |
| 20-15      | Pro Recco - Benevento     | 29-10     |
| 32-17      | Colorno - CUS Firenze     | 11-21     |
| 21-12      | Sannio - Udine            | 17-13     |
|            |                           |           |
| 31-10-2004 | 6ª/17ª giornata           | 6-3-2005  |
| 33-26      | I Cavalieri - Am. Alghero | 10-15     |
| 15-35      | Fiamme Oro - Pro Recco    | 10-31     |
| 19-13      | Lyons - CUS Firenze       | 14-36     |
| 22-46      | Benevento - Piacenza      | 6-44      |
| 25-20      | Mirano - Sannio           | 12-19     |
| 11-44      | Udine - Colorno           | 5-89      |
|            |                           |           |
| 28-11-2004 | 9ª/20ª giornata           | 17-4-2005 |
| 46-31      | CUS Firenze - Fiamme Oro  | 19-8      |
| 36-10      | Piacenza - Pro Recco      | 33-12     |
| 31-12      | Colorno - I Cavalieri     | 35-5      |
| 17-20      | Mirano - Lyons            | 13-15     |
| 9-47       | Udine - Benevento         | 22-30     |
| 24-30      | Sannio - Am. Alghero      | 10-29     |

#### Classifica
|  |     | Squadra         | G  | V  | N | P  | PF   | PS  | P±   | B  | Pt  |
|  | --- | --------------- | -- | -- | - | -- | ---- | --- | ---- | -- | --- |
|  | 1.  | Piacenza        | 22 | 21 | 0 | 1  | 1075 | 217 | 858  | 20 | 104 |
|  | 2.  | Colorno         | 22 | 16 | 1 | 5  | 751  | 385 | 366  | 16 | 82  |
|  | 3.  | Amatori Alghero | 22 | 15 | 0 | 7  | 517  | 459 | 58   | 11 | 71  |
|  | 4.  | Pro Recco       | 22 | 14 | 0 | 8  | 567  | 386 | 181  | 14 | 70  |
|  | 5.  | I Cavalieri     | 22 | 12 | 0 | 10 | 583  | 413 | 170  | 14 | 62  |
|  | 6.  | Benevento       | 22 | 12 | 1 | 9  | 560  | 487 | 73   | 11 | 61  |
|  | 7.  | CUS Firenze     | 22 | 12 | 0 | 10 | 475  | 511 | −36  | 9  | 57  |
|  | 8.  | Sannio          | 22 | 9  | 0 | 13 | 449  | 816 | −367 | 9  | 45  |
|  | 9.  | Lyons           | 22 | 7  | 1 | 14 | 440  | 604 | −164 | 9  | 39  |
|  | 10. | Udine           | 22 | 7  | 1 | 14 | 386  | 622 | −236 | 7  | 37  |
|  | 11. | Mirano          | 22 | 5  | 0 | 17 | 381  | 673 | −292 | 10 | 30  |
|  | 12. | Fiamme Oro      | 22 | 0  | 0 | 22 | 334  | 945 | −611 | 6  | 6   |

## Fase aplay-off
|  | Semifinali | Semifinali    | Semifinali | Semifinali | Semifinali |  |  | Finale        | Finale        | Finale |  |
|  |            |               |            |            |            |  |  |               |               |        |  |
|  | B2         | Colorno       | 8          | 12         | 20         |  |  |               |               |        |  |
|  | A1         | Veneziamestre | 41         | 36         | 77         |  |  | Veneziamestre | Veneziamestre | 44     |  |
|  | A2         | Capitolina    | 33         | 28         | 61         |  |  | Capitolina    | Capitolina    | 8      |  |
|  | B1         | Piacenza      | 26         | 23         | 49         |  |  |               |               |        |  |

### Semifinali
| Arbitro: | Mancini (Frascati) |

|               |      |                                                       |
| Ceron 42’     | mt   | 3’ Sulpis 18’ Papadia 30’, 59’, 81’ Miller 49’ Common |
|               | tr   | 3’, 18’, 30’, 59’ Sulpis                              |
| Sylvestre 26’ | c.p. | 42’ Sulpis                                            |

| Arbitro: | De Falco (Napoli) |

|                                                 |      |                                                           |
| Santillo 2’ Vaggi 19’ Cerqua 48’ Rebecchini 69’ | mt   | 30’ Monteagudo 45’ Matarazzo 66’ Peralta 80+1’ Casagrande |
| Iturralde 2’ Rebecchini 19’                     | tr   | 30’, 66’, 80+1’ Passini                                   |
| Iturralde 6’, 8’, 15’                           | c.p. |                                                           |

| Arbitro: | Peri (Brescia) |

|                                           |      |                   |
| Common 6’, 14’ Sulpis 45’ Miller 67’, 72’ | mt   | 51’, 61’ Livrieri |
| Sulpis 6’, 14’, 45’ Ceolin 72’            | tr   | 61’ Silvestre     |
| Sulpis 12’                                | c.p. |                   |

| Arbitro: | Dordolo (Udine) |

|                      |      |                                      |
| Franchi 83’ Else 86’ | mt   | 26’ Santillo                         |
| Passini 83’, 86’     | tr   | 26’ Iturralde                        |
| Passini 3’, 21’, 32’ | c.p. | 6’, 9’, 47’, 59’, 65’, 86’ Iturralde |
|                      | drop | 23’ Iturralde                        |

### Finale
| Arbitro: | De Falco (Napoli) |

|                                                      |      |                |
| Lambré 9’ Signori 47’, 58’ Bortolato 63’ Papadia 70’ | mt   | 75’ Rebecchini |
| Sulpis 9’, 47’, 58’, 63’, 70’                        | tr   |                |
| Sulpis 22’, 28’, 33’                                 | c.p. | 1’ Iturralde   |

## Verdetti
- Veneziamestre: promossa in Super 10 2005-06
- San Donà: retrocessa in serie B 2005-06 dopo spareggio
- Colleferro, Fiamme Oro e Mirano: retrocesse direttamente in serie B 2005-06